# Anna Elżbieta Zalewska
Anna Elżbieta Zalewska (ur. 10 lipca 1952 w Izbicy Kujawskiej) – poetka, tłumacz, animator życia literackiego.

## Życiorys
Ukończyła studia w Instytucie Bibliotekoznawstwa i Informacji  Uniwersytetu im. A. Mickiewicza w Poznaniu oraz Podyplomowe Studia w zakresie informacji naukowej na Uniwersytecie Warszawskim. Debiutowała w 1979 r. na łamach prasy i na antenie Polskiego Radia (Program Drugi, Radio Merkury).
Publikowała w prasie lokalnej i ogólnopolskiej oraz w pismach literackich m.in. "Poezja", "Literacka Polska", "Akant", "Okolice". Do 2010 r. pełniła funkcję prezesa Wielkopolskiego Oddziału Związku Literatów Polskich. Utwory poetyckie publikowała w wydawnictwach zbiorowych, almanachach i antologiach.

## Działalność społeczna, artystyczna
Współzałożycielka Fundacji Literackiej w Poznaniu, od 2003 roku prezes Fundacji. Współorganizatorka Konkursu Literackiego im. Łucji Danielewskiej w Poznaniu.
Wiersze Anny Elżbiety Zalewskiej przetłumaczono na m.in. język niemiecki, angielski, francuski, włoski, islandzki, rosyjski, ukraiński, czeski, japoński. W roku 2010 Věra Kopecká przetłumaczyła na język czeski i wydała tom poezji Mlhovina osodu. Debiut książkowy – zbiór poezji Warkocz złocisty, pocałunek słońca (1986) – Wydawnictwo Poznańskie. Kolejne publikacje to: Zaklęte koło (1990), Do Ciebie o mnie (1991), Oddech światła (1993), Dzban korali (1994), Wino życia (1994), Magia snów (1995), Księżyc Diany (1996), Uskrzydlona (1997), Przędza lat (2000), W przystani ramion (2001), Piołunowe ziele (2003), Życie na szelkach (2007) – wersja polsko-niemiecka. W 2010 r. wydano współautorski tom poezji z Barbarą Erdmann Uliczki marzeń (Traumstrassen).
Tłumaczy poezję niemiecką i inne publikacje (powieść Henri Waltera Pelikan (1992, Wydawnictwo Pallottinum), książka dziennikarki Aury Miguel Tajemnica fatimska a pontyfikat Jana Pawła II (1992, Wydawnictwo Pallottinum).

## Nagrody i medale
- 1987: Nagroda Czerwonej Róży w Gdańsku
- 2001: Odznaka Zasłużonego Działacza Kultury
- 2005: Medal Stowarzyszenia Bibliotekarzy Polskich w Dowód Uznania
- 2006: Honorowa Odznaka SBP
- 2007: Medal Za Zasługi Dla Kultury W Wojsku Polskim
- 2010: Srebrny Medal za krzewienie idei pracy organicznej "Labor Omnia Vincit" przyznany przez Towarzystwo im. Hipolita Cegielskiego